# Merfy
 Merfy  es una población y comuna francesa, en la región de Champaña-Ardenas, departamento de Marne, en el distrito de Reims y cantón de Bourgogne.

## Demografía
| 635 | 484 | 452 | 447 | 416 | 423 | 451 | 467 | 426 | 462 | 438 | 404 | 382 | 372 | 356 | 342 | 318 | 361 | 336 | 335 | 332 | 258 | 283 | 332 | 341 | 367 | 347 | 380 | 389 | 393 | 496 | 547 | 651 | 653 | 654 | 632 |
| Para los censos de 1962 a 1999 la población legal corresponde a la población sin duplicidades (Fuente: INSEE [Consultar]) |     |     |     |     |     |     |     |     |     |     |     |     |     |     |     |     |     |     |     |     |     |     |     |     |     |     |     |     |     |     |     |     |     |     |     |